# Loh (Wuppertal)
Das Wuppertaler Wohnquartier Loh ist eines von zehn Quartieren des Stadtbezirks Barmen.

## Geographie
Das 0,97 km² große Wohnquartier in Unterbarmen wird im Norden von der stillgelegten Wuppertaler Nordbahn und der Bahnstrecke Loh–Hatzfeld, im Osten von der Buchenstraße, Kastanienstraße und der Tulpenstraße, im Süden von den Straßen Hohenstein und der Wupper und im Westen von dem Schwabenweg begrenzt. Im Uhrzeigersinn umgeben die Wohnquartiere Clausen, Rott, Friedrich-Engels-Allee, Elberfeld-Mitte und Ostersbaum das Wohnquartier.
Eine dichte Wohnbebauung überwiegt vor allem an der nördlichen, östlichen und der südlichen Quartiersgrenze. Der mittlere Teil wird von der Parkanlage Hardt und mehreren Kleingartenanlagen eingenommen. Zu den denkmalgeschützten Gebäuden gehören der Bismarckturm und das Kinderhaus der Missionsgesellschaft. Im Wohnquartier liegen das Naturschutzgebiet Hardthöhlen und die Wuppertaler Filiale der Arbeitsagentur, eine städtische Grundschule, die kath. Kirchengemeinde Herz Jesu (Barmen) und die Geschäftsstelle der Vereinten Evangelischen Mission. An der Rudolfstraße befindet sich die Sportanlage des Betriebssportkreisverbandes Wuppertal. Auf dem sogenannten „Heiligen Berg“, dem östlichen Teil der Hardt, liegen mehrere kirchliche Einrichtungen, darunter die Kirchliche Hochschule Wuppertal, das Museum auf der Hardt und die Hochschul- und Landeskirchenbibliothek Wuppertal.

## Etymologie und Geschichte

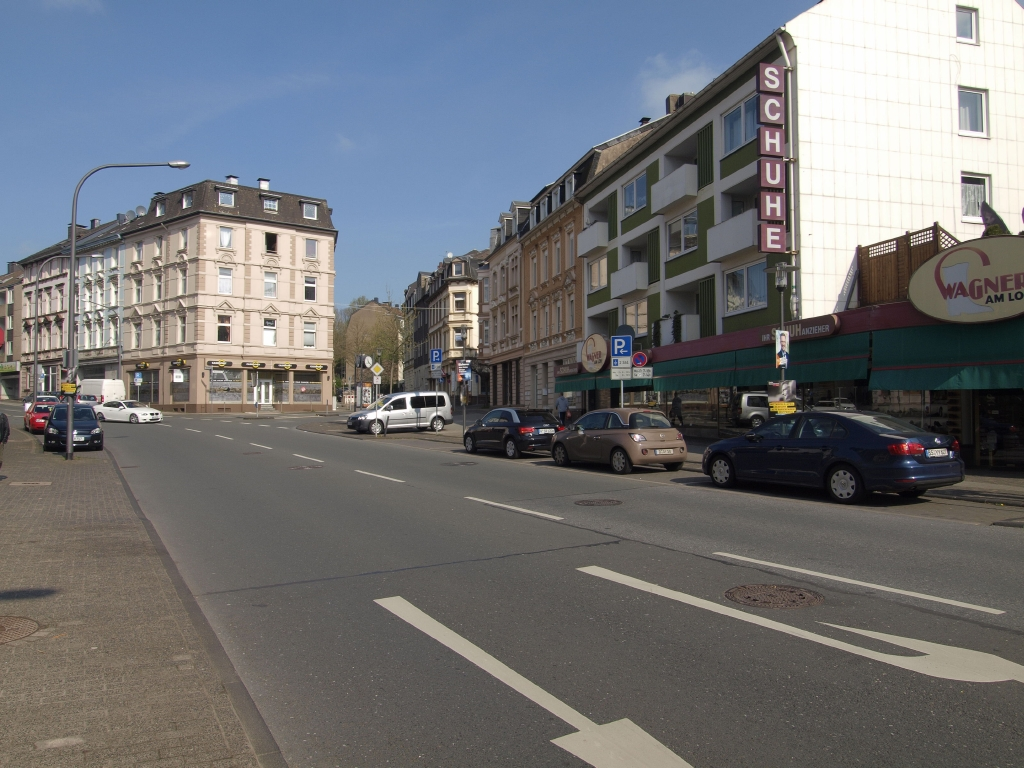

Loh ist eine alte Bezeichnung für Wald.
Die früheste mit Datum gesicherte Erwähnung Lohs stammt aus der Beyenburger Amtsrechnung (Abrechnung des Rentmeisters an die Bergisch-herzogliche Kameralverwaltung) des Jahres 1466. Aus dieser geht hervor, dass der Wohnplatz Loh zu dieser Zeit aus drei Vollhöfen mit 21 Morgen Fläche bestand.
Loh gehörte zum Höfeverband des Oberhofs Wichlinghausen in Oberbarmen und war damit seit 1384 ein Allod des Grafen von der Mark. Territorial lag das Gebiet um Loh als Teil von Unterbarmen ab dem späten 14. Jahrhundert im bergischen Amt Beyenburg. Dort war es Teil der Barmer Bauerschaft. Kirchlich gehörte es bis zur Einrichtung einer eigenen Barmer Pfarrei dem Kirchspiel Elberfeld an. 1641 wird die Größe des Hofguts mit 92 Morgen angegeben.
1715 wird auf der Topographia Ducatus Montani des Erich Philipp Ploennies zwischen zwei Höfen T.loo und einem Hof Schimelsloo unterschieden. Mit den übrigen Höfen in der Bauerschaft Barmen war Aue bis 1806 Teil des bergischen Amtes Beyenburg.